# Pierre Kwenders
Pierre Kwenders es el nombre artístico de José Louis Modabi  (Kinsasa, 31 de octubre de 1985), un músico congoleño-canadiense. Su álbum de 2014 Le Dernier empereur bantou fue nominado a la preselección para el Premio Juno al Álbum Mundial de Música del Año en los Premios Juno de 2015, y un nominado a la lista larga para el Premio Polaris Music 2015 . Kwenders, que canta y rapea en inglés, francés, lingala y tshiluba, destaca por mezclar tanto la música africana como las influencias de la música pop occidental, incluido el hip hop y la música electrónica, en su estilo.

## Carrera
Después de emigrar a Canadá con su madre cuando era adolescente, atrajo la atención generalizada por sus contribuciones como invitado al álbum de Radio Radio 2012 Havre de Grace .
Lanzó los EP Whiskey & Tea y African Dream en 2013, y siguió con Le Dernier empereur bantou, su primer álbum de larga duración, en 2014. Apoyó el álbum con una gira por todo Canadá en 2015. Su canción "Mardi Gras", una colaboración con Jacques Alphonse "Jacobus" Doucet de Radio Radio, fue nominada a la preselección para el Premio SOCAN Songwriting 2015 en la división francófona.
Colaboró con Boogat en "Londres", una canción del álbum de 2015 de Boogat Neo-Reconquista .
Su segundo álbum de larga duración, Makanda at the End of Space, the Beginning of Time, fue lanzado en 2017. El álbum fue finalista preseleccionado para el Premio Polaris Music 2018 .